# 과포레강쥐
과포레강쥐(Juscelinomys guaporensis)는 비단털쥐과에 속하는 설치류이다. 과포레 강 근처 볼리비아 동부 지역의 작은 사바나 지역에서만 알려져 있다. 그러나 2012년 이후 우안차카쥐와 같은 종으로 간주하고 있다.